# ليون جونسون (لاعب كريكت)
ليون جونسون (بالإنجليزية: Leon Johnson)‏ (و. 1987  م) هو لاعب كريكت غياني، ولد في جورج تاون.